# Boudewijn van België

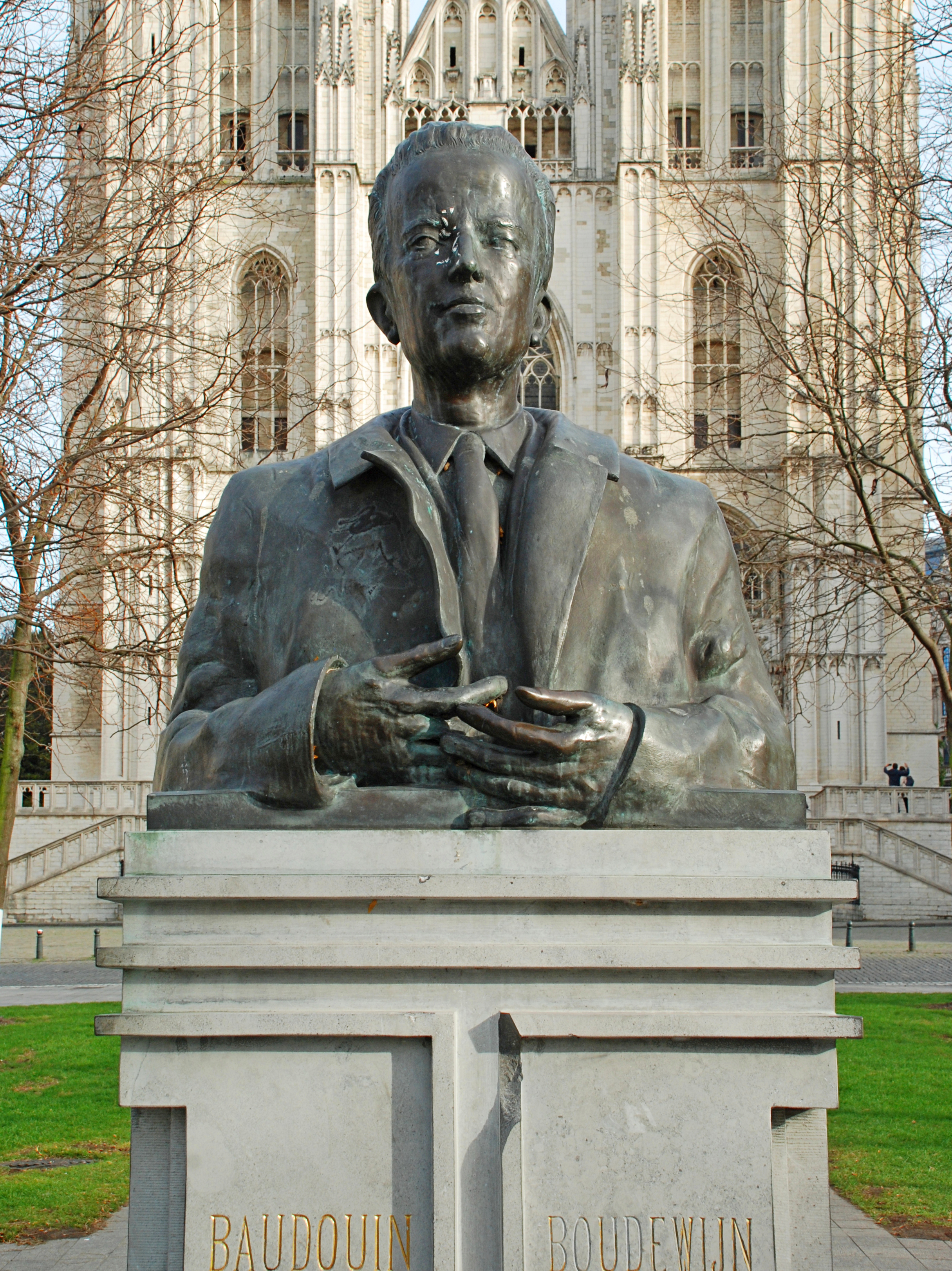
Standbeeld van koning Boudewijn voor de kathedraal van Brussel.

Boudewijn Albert Karel Leopold Axel Marie Gustaaf (Brussel, 7 september 1930 – Motril, 31 juli 1993), graaf van Henegouwen (1930–1934), hertog van Brabant (1934–1950), prins van België, regeerde in de periode 1950-1951 als koninklijk prins en van 1951 tot 1993 als vijfde koning der Belgen. Hij was de laatste koning van Belgisch-Congo.

## Biografie

### Jeugd
Prins Boudewijn Albert Karel Leopold Axel Marie Gustaaf werd op 7 september 1930 in het Kasteel van Stuyvenberg, nabij Brussel, geboren als tweede kind en eerste zoon uit het huwelijk van prins Leopold, de latere koning Leopold III, en de Zweedse prinses Astrid. Hij werd vernoemd naar prins Boudewijn, de oudste zoon van prins Filips, graaf van Vlaanderen. Hij kwam na zijn vader als eerste in de lijn voor de troonopvolging. Zijn oudere zus, prinses Josephine Charlotte, kwam niet in aanmerking voor de troon, omdat de Belgische Grondwet in die tijd nog niet toeliet dat vrouwen de Belgische troon konden bestijgen. Bij zijn geboorte kreeg Boudewijn de titel van Graaf van Henegouwen. Toen zijn grootvader koning Albert I in 1934 overleed bij een rotsbeklimming, werd zijn vader koning en kreeg Boudewijn de titel Hertog van Brabant. Deze titel is sinds 1835 traditioneel weggelegd voor de troonopvolger.
Op 29 augustus 1935 verloor de prins op vijfjarige leeftijd zijn moeder door een auto-ongeluk in Küssnacht in Zwitserland. Hij groeide op onder de vleugels van zijn zus die hij en zijn jongere broer Albert Joe noemden. Ook bij zijn grootmoeder, prinses Ingeborg van Denemarken, vond hij steun. De kleine prins was lid van de scouts. Hij had kameraadjes die speciaal voor hem naar het Kasteel van Laken kwamen. Zijn totemnaam was Trouwe Eland. In 1939 ontving de tienjarige hertog van Brabant, uit handen van kroonprinses Juliana de versierselen van het grootkruis van de Nederlandse leeuw.
In mei 1936 woonde hij als wees de pauselijke kroning van Onze-Lieve-Vrouw van Laken bij, samen met zijn vader toen beiden nog in rouw waren.

### Tweede Wereldoorlog
Op 10 mei 1940, bij de invasie van België, werden prinses Joséphine-Charlotte, prins Boudewijn en prins Albert overgebracht naar Frankrijk en vervolgens naar Spanje. Zijn vader bleef in België, als 'krijgsgevangene in Laken'. De koning wilde in deze oorlog de rol spelen die zijn vader in de Eerste Wereldoorlog ook had gespeeld. Die mogelijkheid werd echter doorkruist door de snelle capitulatie van het Belgische leger op 28 mei 1940.
In eerste instantie was zijn beslissing populair bij de bevolking. De koning vluchtte niet, maar leefde mee met zijn volk. Maar toen Leopold hertrouwde met het burgermeisje Lilian Baels, kwamen vele Belgen tot de conclusie dat de koning niet op dezelfde manier onder de bezetting gebukt ging als zij. Zijn voorstellen aan Adolf Hitler om hem zijn staatkundige rol terug te geven, zetten nog meer kwaad bloed.
Op 2 augustus 1940 keerden de kinderen terug naar België op verzoek van de koning. De prinsen Boudewijn en Albert gingen verder studeren tot in juni 1944. Bij de landing van de geallieerden, in juni 1944, werden koning Leopold III, prinses Lilian en de kinderen weggevoerd naar Hirschstein in nazi-Duitsland en daarna naar Strobl in Oostenrijk. Daar werd de familie bevrijd op 7 mei 1945 door het Amerikaanse leger.
Door de politieke situatie in België verlieten ze Oostenrijk in oktober en vestigden ze zich in Zwitserland in villa Le Reposoir in Pregny. Daar verbleven ze tot juli 1950. Prins Boudewijn zette ondertussen zijn studies verder aan een college in Genève. Daar leerde hij de Thaise koning Bhumibol kennen, met wie hij een jarenlange vriendschapsband ontwikkelde. In 1948 maakte hij een reis naar de Verenigde Staten.

### Koningskwestie en abdicatie van Leopold III
Omdat koning Leopold III was weggevoerd, zocht men een regent voor het koninkrijk. De broer van de koning, prins Karel, werd op 20 september 1944 aangesteld. Aanvankelijk zou Karel opstappen wanneer koning Leopold III werd bevrijd, maar het regentschap werd met vijf jaar verlengd, omdat een terugkeer van de koning naar België niet evident bleek te zijn.
Na veel discussie, bleken de Belgen bereid om hun koning weer te ontvangen. Om weerstand bij de bevolking weg te nemen, besloot de regering een volksraadpleging over de kwestie te organiseren. Het referendum vond op 13 maart 1950 plaats en draaide uit in het voordeel van de koning. 57% van de bevolking was voor een terugkeer. Vooral Vlaanderen was voor een terugkeer. Waalse arbeiders wilden zich echter niet bij de uitslagen neerleggen. Er werden stakingen en demonstraties georganiseerd, er dreigde zelfs een burgeroorlog. 
Door de hevige rellen in Grâce-Berleur op 30 juli 1950 en door zware politieke druk van de regering-Duvieusart, werd Leopold III op 1 augustus verplicht om zijn functies over te dragen aan kroonprins Boudewijn en toe te stemmen om een jaar later, bij de meerderjarigheid van de prins, troonsafstand te doen. Op 11 augustus werd de kroonprins benoemd tot regent van België en koninklijke prins, een titel die niet in de grondwet staat. Een parlementair decreet van 10 augustus gaf alle bevoegdheden van koning Leopold III tijdelijk aan zijn zoon.
Op 16 juli 1951 tekende Leopold zijn troonsafstand, en een dag later legde Boudewijn de eed af als vijfde koning der Belgen en liep het regentschap af. Boudewijn beloofde hierbij voor de verenigde Kamers om de Grondwet en de wetten van het Belgische volk te respecteren. Tijdens deze plechtigheid riep iemand « Vive la République ! ». Deze kreet werd toegeschreven aan de communistische voorman Julien Lahaut. Lahaut werd zeven dagen later in diens eigen huis vermoord. De Belgen accepteerden Boudewijn als staatshoofd, terwijl de verbitterde Leopold III achter de schermen nog veel invloed behield.

### Huwelijk

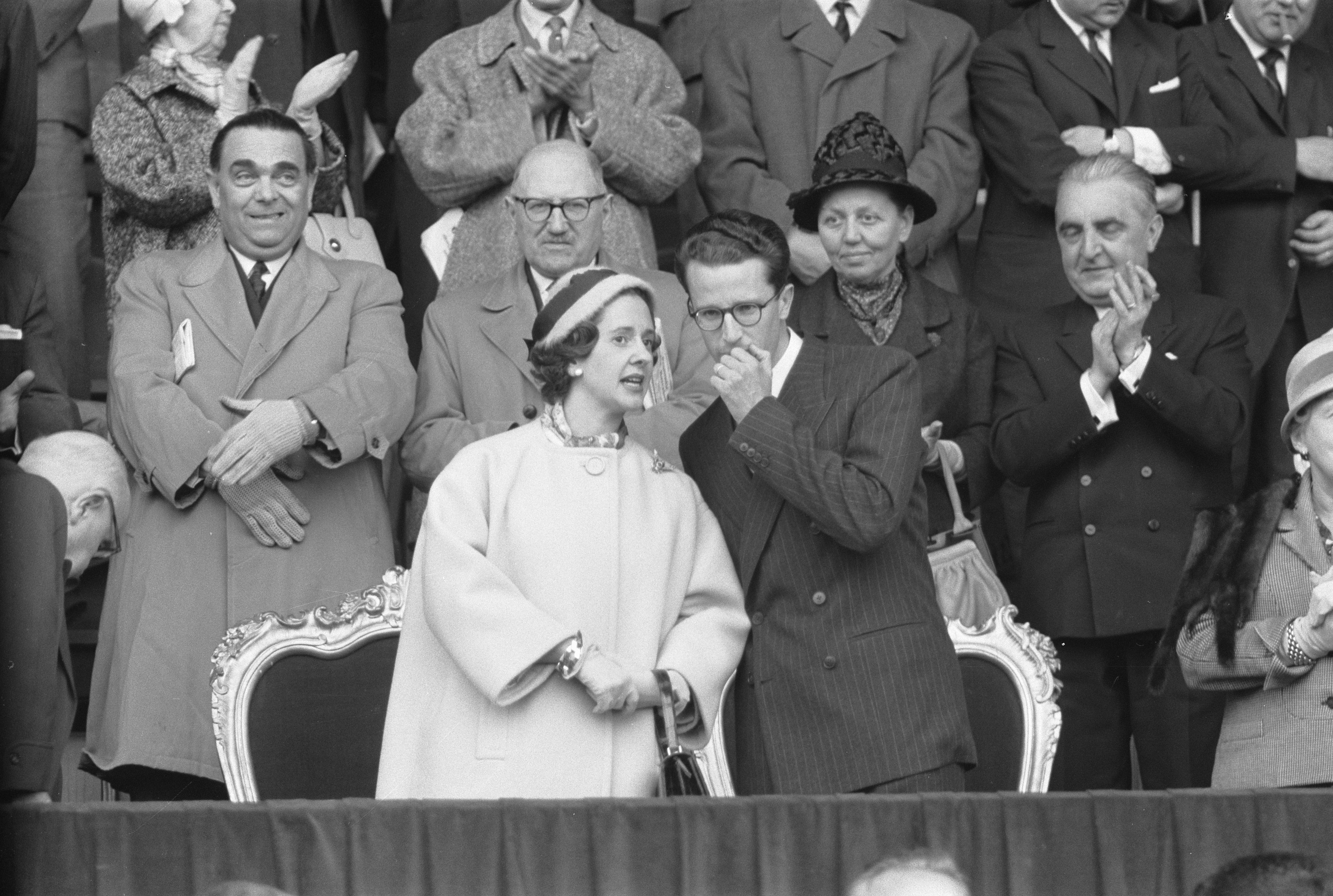
Koning Boudewijn en koningin Fabiola wonen in 1961 de halve finale van de Europacup I tussen FC Barcelona en HSV bij. De wedstrijd vond plaats in het Heizelstadion, dat later werd omgevormd tot het Koning Boudewijnstadion.

Op 15 december 1960 trouwde koning Boudewijn met de Spaanse gravin Fabiola de Mora y Aragón. De verbintenis tussen de twee werd beschouwd als een voorbeeld. Voor het huwelijk kwam de burgemeester van Brussel speciaal naar het Koninklijk Paleis. Dat was sinds de negentiende eeuw traditie voor de burgerlijke huwelijken van leden van de koninklijke familie. Die traditie veranderde met het huwelijk van prinses Astrid in 1984: sindsdien gaat de koninklijke familie naar het stadhuis van Brussel voor het burgerlijk huwelijk.
Het huwelijk bleef kinderloos. Fabiola raakte tot vijfmaal toe zwanger, een eerste maal in 1961. Die eerste keer werd bekendgemaakt door paus Johannes XXIII, maar na een aantal weken eindigde de zwangerschap. Ook in 1962 en 1963 werd ze zwanger, maar dat liep telkens fout af. Nadat behandelend gynaecoloog Albea kon bevestigen dat een nieuwe zwangerschap waarschijnlijk geen ernstige gezondheidsrisico's zou betekenen, is ze nog tweemaal in verwachting geweest. Na haar laatste zwangerschap, die een buitenbaarmoederlijke bleek te zijn, gaf het echtpaar de hoop op. Haar leven zou op haar leeftijd in gevaar komen bij een nieuwe poging. Beiden berustten in hun lot en beschouwden dit als een kans om "meer van alle kinderen te kunnen houden".

### Overlijden en begrafenis

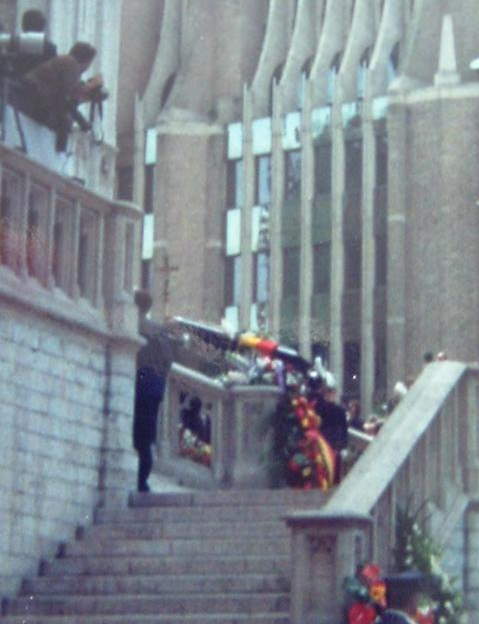
De doodskist daalt de trappen af van de Kathedraal voor de laatste gang naar de Crypte van Laken.

Boudewijn stierf op de avond van 31 juli 1993 in zijn buitenverblijf villa Astrida in Motril in het zuiden van Spanje, ten gevolge van een hartstilstand op 62-jarige leeftijd. Na middernacht werd zijn dood officieel bekendgemaakt. Op de avond van 1 augustus sprak premier Jean-Luc Dehaene (CVP) het land via de televisie toe. Hij loofde Boudewijn en maakte de troonopvolger bekend. Aangezien zijn huwelijk kinderloos bleef, werd hij opgevolgd door zijn jongere broer prins Albert. Nochtans hadden velen gedacht dat de kroon op zijn oudste neef Filip zou overgaan.
In de dagen die volgden lag het lichaam van Boudewijn opgebaard in het Koninklijk Paleis van Brussel. Op de ochtend van 5 augustus gingen de poorten open zodat het publiek hem een laatste groet kon brengen. Tienduizenden mensen brachten een laatste eer, waarbij ze in schijnbaar eindeloze rijen urenlang aanschoven in de straten rond het paleis. Meerdere mensen vielen flauw door hitte en uitputting. De drukte was zo groot dat de ordediensten fase 1 van het rampenplan afkondigden. Het paleis bleef die nacht tot drie uur open en ook op 6 augustus werden bezoekers toegelaten.
Op 7 augustus vond de uitvaartplechtigheid plaats. De dag begon in het Koninklijk Paleis van Brussel waar de rouwstoet richting de Kathedraal van Sint-Michiel en Sint-Goedele even verderop vertrok. Fabiola droeg een sneeuwwitte outfit. Naast de koninklijke familie waren tal van andere gekroonde hoofden aanwezig. Onder anderen de Japanse keizer Akihito en keizerin Michiko, koningin Beatrix van Nederland en haar zoon kroonprins Willem-Alexander, koning Juan Carlos en koningin Sophia van Spanje en koningin Elizabeth II van het Verenigd Koninkrijk en haar man prins Philip.

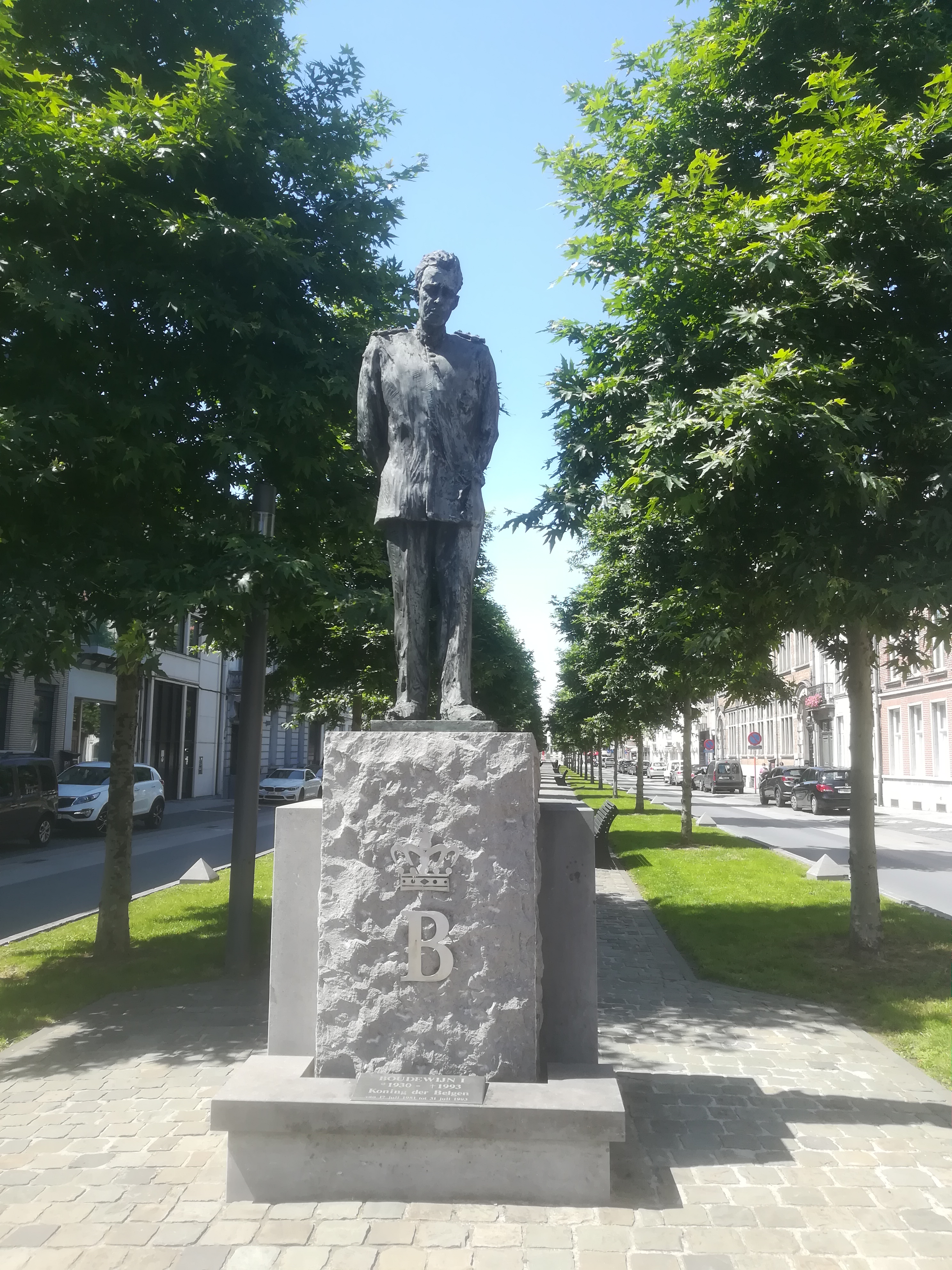
Het standbeeld van koning Boudewijn op het Keizersplein te Aalst.

Zijn stoffelijk overschot werd bijgezet in de Koninklijke Crypte van de Onze-Lieve-Vrouwekerk in Laken. Tijdens de begrafenisplechtigheid besloot kardinaal Godfried Danneels zijn homilie met wat sommigen (enigszins voorbarig) als een oproep tot zaligverklaring van de overleden vorst beschouwden. De kardinaal ontkende dat dit zijn bedoeling was geweest.

## Koningschap

### Politieke invloed

Koninklijk monogram van koning Boudewijn.

De rol van de koning in de Belgische parlementaire democratie is omschreven in de grondwet. Dit omvat onder meer het recht om te worden geïnformeerd, om te waarschuwen en om te bemoedigen. Boudewijn was tijdens zijn lange koningschap plichtsbewust en kordaat voor deze taak. Hij kon zijn invloed laten gelden op het politieke gebeuren, onder meer bij de vorming van een nieuwe regering. 
In 1977 zou Boudewijn geweigerd hebben VU-parlementariër Frans Baert, een over partij- en taalgrenzen heen gewaardeerd jurist, te benoemen tot federaal minister voor Justitie. Hij zou blijkbaar ook geweigerd hebben een politica tot staatssecretaris te benoemen zolang ze met haar vriend samenwoonde. Voor deze tussenkomsten zijn geen bewijzen en ze behoren eerder tot het domein van de geruchten.
De koning zou ook Vlaams minister-president Luc Van den Brande eens op het matje hebben geroepen, die vlak na de goedkeuring van het Sint-Michielsakkoord, pleitte voor een volgende stap in het herschikken van het Belgische staatsbestel: het confederalisme. In 1988 dwong Boudewijn ook de toenmalige vicepremier Hugo Schiltz zich publiekelijk te verontschuldigen, nadat hij zich had laten ontvallen dat België op een dag niet meer het probleem van de Vlamingen zou zijn.

### Staatshervormingen
Tijdens zijn koningschap laaiden de communautaire spanningen tussen de Vlamingen en de Walen op. De problemen tussen de verschillende bevolkingsgroepen bedreigden het goed functioneren van de staat. Volgens steeds meer Belgen was de omvorming van het unitaire land tot een federale staat noodzakelijk en had de eenheidsstaat zijn beste tijd gehad.
Tegen de zin van Boudewijn ging het parlement in 1970 akkoord met een grondwetswijziging die enkele bevoegdheden decentraliseerde naar de nieuw opgerichte gemeenschappen en uitvoeringsorganen. In 1980 werden de gewesten en gemeenschappen opgericht. Door grondwetswijzigingen in 1988 en 1993 kregen deze gewesten meer bevoegdheden. Deze laatste grondwetswijziging maakte van België een federale staat. Doordat de spanningen hiermee afnamen tijdens de jaren 1980 bekeerde de koning zich ook tot het federalistische gedachtegoed. 
Op 21 juli 1993 sprak Boudewijn zijn lof uit over de federalisatie en spoorde hij de verschillende bevolkingsgroepen aan "in eenheid en verscheidenheid samen te leven". Deze toespraak zou zijn politieke testament worden, zo beschreef premier Jean-Luc Dehaene in zijn toespraak naar aanleiding van het overlijden van Boudewijn.

### Sociale bewogenheid en geloof
In het begin zijn regeerperiode was de jonge koning zeer onzeker. De koningskwestie had Boudewijn niet onberoerd gelaten. Aan de eerste jaren van zijn koningschap werd zijn bijnaam le roi triste gekoppeld. Aanvankelijk stond hij nog onder invloed van zijn vader Leopold III en zijn stiefmoeder Lilian. Hij woonde zelfs nog tot aan zijn huwelijk in 1960 met hen samen in het Kasteel van Laken. Na zijn huwelijk met Fabiola, bloeide de koning op. Leopold en Lilian verhuisden naar het Kasteel van Argenteuil, buiten Brussel.
Boudewijn en Fabiola waren zich ervan bewust dat ook sociale vraagstukken bijdroegen tot spanningen tussen de bevolkingsgroepen. In 1976 werd ter gelegenheid van de 25ste verjaardag van zijn koningschap de Koning Boudewijnstichting opgericht, met als doel het oplossen van sociale problemen. In 2008 werd de Stichting Europees georiënteerd met programma's op de Balkan, meer bepaald voor ondersteuning van slachtoffers van de mensenhandel. 
Later reisde de koning vaker doorheen het land dan voorheen en liet hij zijn belangstelling voor het wel en wee van de bevolking blijken bij plaatselijke rampen. Ook bracht hij de problematiek van de mensenhandel en meer in het bijzonder de vrouwenhandel op het publieke forum door zijn bezoek in 1992 aan het Antwerpse Payoke, een vluchthuis voor prostituees en slachtoffers van mensenhandel. Naderhand onderhield de koning voortdurend contact met slachtofferorganisaties. Door Boudewijns bewogenheid op dit terrein kwam er meer gericht beleid en hulpverlening op gang.
Boudewijn en Fabiola stonden bekend als gelovige mensen. Het koningspaar werd sterk beïnvloed door de charismatische beweging op aansturen van kardinaal Leo Suenens. Volgens toenmalig CD&V-senator Pol Van Den Driessche hield het koningspaar een rechtlijnige visie aan in verband met morele gedragsregels. Het paar heeft altijd een goede vriendschappelijke relatie onderhouden met de streng-katholieke Spaanse dictator Francisco Franco.
Bij zijn pastoraal- en staatsbezoek aan België in september 2024 zei paus Franciscus tijdens de mis in het Koning Boudewijnstadion in Brussel dat hij de Belgische bisschoppen had aangemoedigd de voorbereiding van het proces van zaligverklaring van Boudewijn met kracht voort te zetten.

### Relaties met Japan
De relaties tussen het Japanse en Belgische hof kenden een grote bloeiperiode tijdens het koningschap van Boudewijn. In 1971 bracht keizer Hirohito een historisch bezoek aan Boudewijn, hetgeen zijn eerste reis in Europa betekende na de Tweede Wereldoorlog. Boudewijn en Fabiola waren nauw bevriend met diens zoon keizer Akihito en keizerin Michiko Shoda van Japan, die regeerden van 1989 tot 2019. Deze vriendschap ontstond op het einde van de jaren 1950, toen Boudewijn bemiddelde bij het Japanse keizerlijke hof om in te stemmen met het huwelijk van kroonprins Akihito en burgermeisje Michiko Shoda. Toen Michiko door haar familie naar Brussel werd gestuurd om er Akihito te vergeten, fungeerde Boudewijn als "postbode" voor de liefdesbrieven van het koppel. In 1992 bracht Boudewijn een bezoek aan Japan, waar hij in Tokio verbleef op de Belgische ambassade. Keizer Akihito ontmoette hem daar. Het was de eerste keer dat een Japanse keizer de ambassade van een andere staat betrad. Het keizerlijke paar was in 1993 aanwezig op de uitvaart van Boudewijn. Michiko was in 2014 aanwezig op de begrafenis van Fabiola.

### Belgisch-Congo

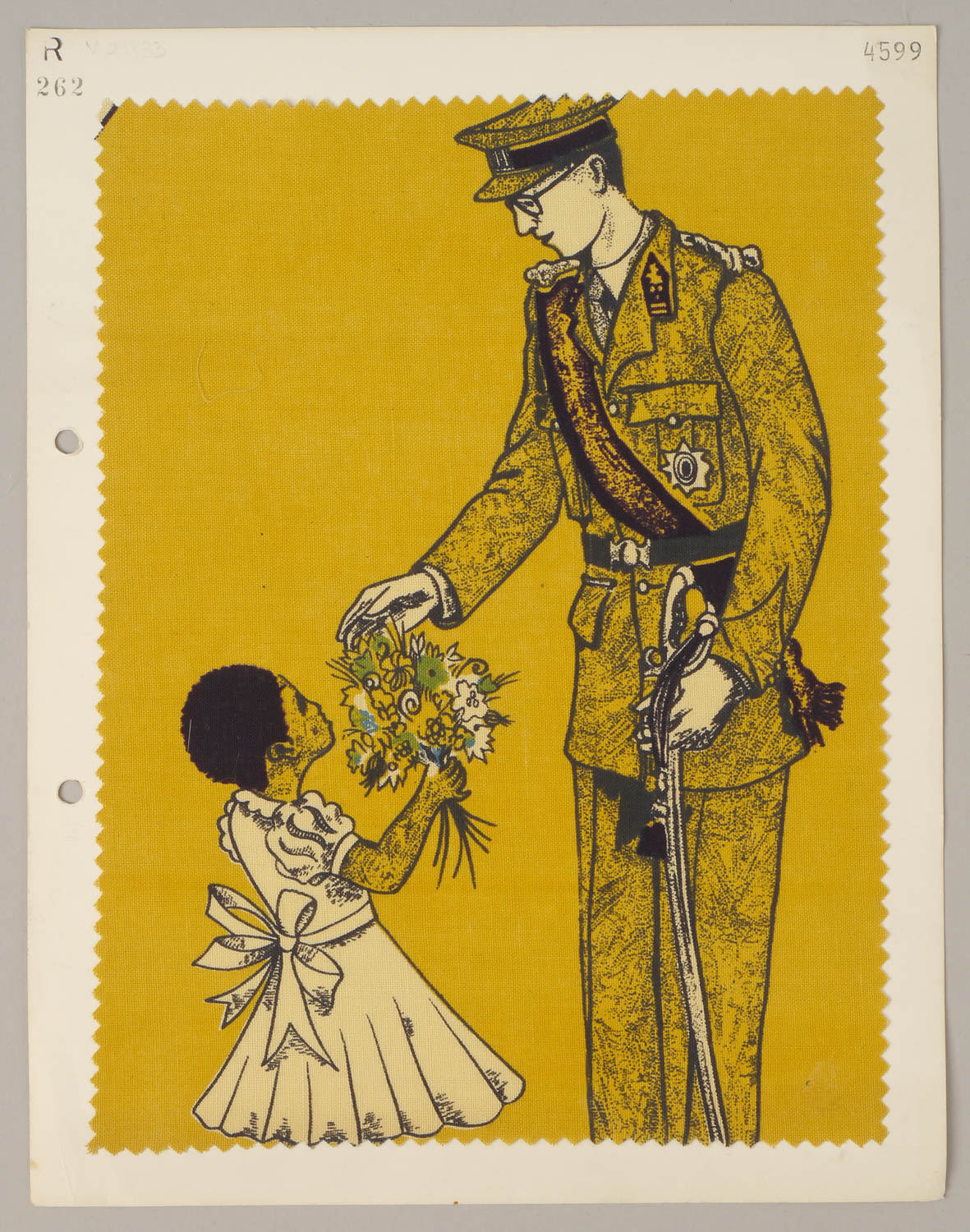
Afbeelding van Boudewijn op een stuk textiel bij een bezoek aan Belgisch-Congo

Boudewijn kreeg in de eerste tien jaar van zijn bewind veel met Belgisch-Congo te maken. Aanvankelijk leek alles goed te gaan. In 1955 maakte de vorst een Congo-reis, en werd er enthousiast ontvangen. Maar al spoedig ontstonden de eerste politieke bewegingen onder de bevolking. Joseph Kasavubu en Patrice Lumumba waren de voornaamste onder de politiek activisten. Kasavubu wilde als Bakongo de heroprichting van het oude Kongorijk terwijl Lumumba stond daarentegen een Congo voor als eenheidsstaat, waarin geen plaats zou zijn voor tegenstellingen tussen verschillende volkeren. Hij wist deze boodschap zo overtuigend te brengen dat zijn aanhang snel groeide. De kolonisten sloeg de schrik om het hart. Na rellen in Leopoldstad in januari 1959 besloot België Congo snel te dekoloniseren, in de lijn van het versneld onafhankelijk verklaren van Engelse en Franse kolonies.
De toen zogenoemde tiende Belgische provincie Belgisch-Congo werd op 30 juni 1960 omgevormd tot de onafhankelijke republiek Congo. Ongeregeldheden, onder meer bij de krijgsmacht, lieten niet lang op zich wachten en resulteerden in een massale terugkeer naar België van de blanke bevolking. Lumumba en andere leiders werden in het tumult na enkele weken onafhankelijkheid gevangengenomen door muitende militairen en onder onduidelijke omstandigheden vermoord, waarschijnlijk met westerse steun.
De naam van Boudewijn werd hier, weliswaar zonder ernstige aanwijzingen, ook in genoemd en waarschijnlijk is de voor de vroegere kolonisator beledigende toespraak die Lumumba gaf bij de onafhankelijkheidsplechtigheid hier niet vreemd aan. Na de onafhankelijkheid volgde Boudewijn van nabij de evoluties in Congo en ondernam pogingen om met de Congolese gezagdragers, onder meer met Mobutu Sese Seko, alsook met de presidenten van Rwanda en Burundi, goede relaties te onderhouden. De relatie met Mobutu bekoelde echter in de jaren 1980 en 1990. Op de begrafenis van de koning werden twee staatshoofden niet uitgenodigd: Saddam Hoessein van Irak en Mobutu.

### Abortuswet
Op 3 april 1990 weigerde Boudewijn, die zich beriep op gewetensproblemen, de abortuswet te bekrachtigen. Hij verzocht het kabinet om een rechtsgeldige oplossing aan te brengen voor dit probleem. Eerste minister Wilfried Martens redeneerde vervolgens dat de koning zich in de "feitelijke onmogelijkheid om te regeren" bevond, zodat de Raad verenigde Ministers, conform de Belgische Grondwet, de wet zelf kon ondertekenen. Hiervoor werd Boudewijn voor 36 uur de facto (zij het niet in titel) van zijn functie ontheven. Deze affaire wordt soms aangeduid als de mini-koningskwestie, een verwijzing naar de Koningskwestie.

## Kritiek en eerbetoon
Boudewijn was een geliefd vorst, maar niet onomstreden. De eerste twijfels rezen bij zijn troonsbestijging in 1951, toen sommigen de jonge koning van nauwelijks twintig jaar oud niet in staat achtten om het land te regeren na zo'n intense crisis als de Belgische Koningskwestie. Boudewijn was diepreligieus en woonde elke dag de mis bij. Van de andere kant werden er aantijgingen geuit omtrent de dood van Patrice Lumumba, de eerste premier van het pas onafhankelijke Congo, die vermoord zou zijn met medeweten of zelfs in opdracht van de koning. Deze ernstige aantijgingen zijn echter nooit bewezen en wegens gebrek aan vermoedens overigens ook nooit onderzocht. In zijn testament bepaalde de koning dat de kloostercongregatie van Monialen van de Monastieke Familie van Betlehem, Maria Ten-Hemel-Opgenomen en de Heilige Bruno een gedeelte van het koninklijk domein in Opgrimbie mocht gebruiken om er een klooster te bouwen, hoewel dit niet kon volgens de bestemming die dit gebied gekregen had op het gewestplan. In 1994 lokte het verlenen van de bouwvergunning voor dit klooster door de hoogste magistraat van de Dienst Stedenbouw hevig protest uit vanuit groene, later ook uit vrijzinnige en Vlaams-nationalistische hoek. Openlijke politieke weerstand ondervond hij tijdens zijn leven enkel over de abortuskwestie, maar ook werd hij er wereldwijd voor geprezen, ook door de paus.
Op 22 mei 1979 had de radicale Waalse voorman en opkomend PS-politicus José Happart langs een afrit van de autosnelweg naar Verviers, in Ensival, een geheime ontmoeting met Boudewijn. Om te vermijden dat Happart of zijn militanten het officieel bezoek van de koning aan Verviers zouden verstoren was deze ontmoeting in extremis geregeld door Georges Gramme, toenmalig christendemocratisch minister van Binnenlandse Zaken, en Jean-Marie Piret, destijds kabinetschef van Boudewijn. Hoewel de afspraak was gemaakt dat Happart enkel een petitie zou overhandigen kwam het toch tot een kort gesprek met de vorst. Deze ontmoeting diende in alle discretie plaats te vinden, maar dezelfde dag nog verklaarde José Happart in een persmededeling trots dat de koning hem tijdens een historische ontmoeting persoonlijk had toegezegd dat de vijf militanten van de Luiksgezinde Action Fouronnaise, op 20 mei in Voeren opgepakt wegens gewelddadigheden bij een Vlaamse betoging, weer snel zouden vrijkomen. Een dag later, op 23 mei, werden de Waalse gearresteerden inderdaad uit de gevangenis vrijgelaten. Het gesprek, de handdruk van Boudewijn met Happart en de kort daaropvolgende vrijlating van de Luiksgezinde relschoppers zorgden in Vlaanderen voor ophef en lokte diepe verontwaardiging uit bij de Vlaamse publieke opinie en politieke partijen. 
In een poging de gemoederen te sussen ontving de koning, op voorstel van premier Wilfried Martens, op 24 mei een delegatie van vijf Vlaamsgezinde Voerenaars in de Hasseltse ambtswoning van de Limburgse gouverneur Vandermeulen, maar dit mocht niet baten. Het Vlaams protest bleef aanhouden en radicale Vlaams-nationalisten betoogden voor het Koninklijk Paleis. Onder druk van de Volksunie-fractie moest premier Martens tijdens een parlementair debat toegeven niet op de hoogte te zijn geweest van de demarche van het staatshoofd maar hij ontkende formeel dat de koning bij de regering zou hebben aangedrongen om de vijf Franstaligen vroegtijdig vrij te laten. Martens verweet Happart de kroon te hebben ontbloot en daardoor de monarchie in diskrediet te hebben gebracht. Volgens de premier zou Happart na deze ‘koningskwestie’ zijn uitgegroeid tot een “nationale bekendheid en demonisch symbool van de Waalse Vlamingenhaat”. 
Tijdens de reizen naar hun buitenverblijf in het Zuid-Spaanse Motril zijn Boudewijn en Fabiola meer dan eens bij de Spaanse dictator Francisco Franco op bezoek geweest.
Standbeelden van Boudewijn zijn onder meer te vinden in: 
- Aalst (Roland De Winter, 1994)
- Antwerpen
- Boom, langs de Rupel
- Bressoux
- Brussel, buste aan de Sint-Michiel en Sint-Goedele-kathedraal (Henri Lenaerts, 1996)
- Eupen
- Gent, Citadelpark
- Jette, Boudewijnpark (1996)
- Kraainem
- Oostende, Zeedijk (Josyane Vanhoutte, 1998)
- Roeselare
- Ukkel, aan de Koninklijke Sterrenwacht van België (Elisabeth Barmarin, 1996)

## Nalatenschap en politieke erfenis

Koning Boudewijn met Amerikaans president Ronald Reagan. Kasteel van Laken, 3 maart 1988.

Tijdens de meer dan veertig jaar van zijn regering zijn bepaalde evoluties niet altijd de richting uitgegaan die hij wenste. Voorbeelden:
- De gewestvorming en de federalisering van België hield risico's in van verdere desintegratie.
- De relatie met Zaïre die hij van groot belang achtte, vertroebelde en mondde uit op een openlijke breuk met het regime van president Mobutu.
- De ontkerkelijking nam in de verschillende landsdelen aanzienlijk toe, in dezelfde periode waarin de koning zelf overtuigder werd van zijn katholieke geloof.
- De federalisering knaagde aan de bevoegdheden van de koning en de evolutie naar een meer protocollaire monarchie leek onvermijdelijk.

De koning heeft zich hieraan aangepast en zich voornamelijk toegelegd op het aanwenden van zijn moreel gezag, dat in de loop der jaren toenam.

## Wetenswaardigheden
- Het nationale voetbalstadion van België (voorheen het Heizelstadion) werd na een grondige renovatie in 1995 hernoemd tot het Koning Boudewijnstadion.
- Koning Boudewijn (metrostation).
- Het Boudewijnkanaal tussen Brugge en Zeebrugge werd gegraven tussen 1896 en 1905. Het heette aanvankelijk 'Kanaal Brugge-Zeebrugge'. In 1953 werd het kanaal omgedoopt tot 'Boudewijnkanaal', ter gelegenheid van het bezoek (in 1951) van koning Boudewijn.
- Zelfs 15 jaar na het overlijden van Boudewijn kreeg koningin Fabiola nog steeds brieven gericht aan haar overleden echtgenoot.[11]
- In de toespraak naar aanleiding van de Nationale feestdag van België van 2008 bracht koning Albert II zijn broer in herinnering.[11] Koning Filip deed hetzelfde tijdens zijn 21-julitoespraken van 2018 en 2023.[12]
- De astronomie behoorde tot de voornaamste hobby's van de koning. Samen met vrienden, zoals Georges van den Abeelen en Max Nokin kon hij vaak met kennis van zaken de sterrenhemel onder de loep nemen.
- Koning Boudewijn eindigde in 2005 op de tweede plaats in de Waalse versie van de verkiezing van De Grootste Belg en in de Vlaamse versie op de 16e plaats.
- In de vroege stripalbums van Urbanus had Boudewijn vaak een rolletje. Hij werd er steevast voorgesteld met brede grijnsglimlach en in militair uniform, korte broek en met een veel te grote generaalspet.
- Ook in de stripalbums Het Lodderhoofd (1960–1961) en De Man van Europa (1990) van Nero door Marc Sleen heeft hij een klein optreden.
- Tijdens de jaren 1980 en 1990 imiteerde Kurt Van Eeghem koning Boudewijn vaak in sketches op de BRT.
- Koning Boudewijn werd ook opgevoerd in de satirische strip Pest in 't Paleis (1983) door Guido van Meir en Jan Bosschaert als Boudewijn met de IJzeren Rug, een verwijzing naar de rugklachten van de vorst en de middeleeuwse graaf Boudewijn met de IJzeren Arm.
- Midden jaren 90 kreeg hij postuum een wassen beeld bij Madame Tussauds in Londen. Hij is de enige Belg die er een beeld heeft.
- De traditie wil dat de vorst peter is van de zevende jongen in een gezin; de vorst had verscheidene petekinderen, maar zijn bekendste is ongetwijfeld auteur Bart Moeyaert.
- Johan Anthierens, een overtuigd antimonarchist, schreef een boek vol scherpe satirische essays en cartoons tegen koning Boudewijn en het Belgische hof: Brief aan een postzegel: Kritisch Koningsboek (1990). Het werk omvatte onder meer bijdragen van Herman Brusselmans, Gal, Zak, Erik Meynen, Benoît en Jan Bosschaert.

## Kwartierstaat
| Filips van België (1837-1905) | Filips van België (1837-1905) | Filips van België (1837-1905) | Filips van België (1837-1905) | Filips van België (1837-1905)   | Filips van België (1837-1905)   | Maria van Hohenzollern-Sigmaringen (1845-1912) | Maria van Hohenzollern-Sigmaringen (1845-1912) | Maria van Hohenzollern-Sigmaringen (1845-1912) | Maria van Hohenzollern-Sigmaringen (1845-1912) | Maria van Hohenzollern-Sigmaringen (1845-1912) | Maria van Hohenzollern-Sigmaringen (1845-1912) |                                    |                                    | Karel Theodoor in Beieren (1839-1909)      | Karel Theodoor in Beieren (1839-1909)      | Karel Theodoor in Beieren (1839-1909)      | Karel Theodoor in Beieren (1839-1909)      | Karel Theodoor in Beieren (1839-1909)      | Karel Theodoor in Beieren (1839-1909)      | Maria José van Bragança (1857-1943) | Maria José van Bragança (1857-1943) | Maria José van Bragança (1857-1943) | Maria José van Bragança (1857-1943) | Maria José van Bragança (1857-1943) | Maria José van Bragança (1857-1943) |                                  |                                  | Oscar II van Zweden (1829-1907)  | Oscar II van Zweden (1829-1907)  | Oscar II van Zweden (1829-1907) | Oscar II van Zweden (1829-1907) | Oscar II van Zweden (1829-1907) | Oscar II van Zweden (1829-1907) | Sophia van Nassau (1836-1913) | Sophia van Nassau (1836-1913) | Sophia van Nassau (1836-1913) | Sophia van Nassau (1836-1913) | Sophia van Nassau (1836-1913) | Sophia van Nassau (1836-1913) |                               |                               | Frederik VIII van Denemarken (1843-1912) | Frederik VIII van Denemarken (1843-1912) | Frederik VIII van Denemarken (1843-1912) | Frederik VIII van Denemarken (1843-1912) | Frederik VIII van Denemarken (1843-1912) | Frederik VIII van Denemarken (1843-1912) | Louise van Zweden (1851-1926)       | Louise van Zweden (1851-1926)       | Louise van Zweden (1851-1926) | Louise van Zweden (1851-1926) | Louise van Zweden (1851-1926) | Louise van Zweden (1851-1926) |  |  |  |  |  |  |  |  |  |  |  |  |  |  |  |  |  |  |  |  |  |  |  |  |  |  |  |  |  |  |  |  |  |  |  |  |  |  |  |  |  |  |  |  |  |  |  |  |
| Filips van België (1837-1905) | Filips van België (1837-1905) | Filips van België (1837-1905) | Filips van België (1837-1905) | Filips van België (1837-1905)   | Filips van België (1837-1905)   | Maria van Hohenzollern-Sigmaringen (1845-1912) | Maria van Hohenzollern-Sigmaringen (1845-1912) | Maria van Hohenzollern-Sigmaringen (1845-1912) | Maria van Hohenzollern-Sigmaringen (1845-1912) | Maria van Hohenzollern-Sigmaringen (1845-1912) | Maria van Hohenzollern-Sigmaringen (1845-1912) |                                    |                                    | Karel Theodoor in Beieren (1839-1909)      | Karel Theodoor in Beieren (1839-1909)      | Karel Theodoor in Beieren (1839-1909)      | Karel Theodoor in Beieren (1839-1909)      | Karel Theodoor in Beieren (1839-1909)      | Karel Theodoor in Beieren (1839-1909)      | Maria José van Bragança (1857-1943) | Maria José van Bragança (1857-1943) | Maria José van Bragança (1857-1943) | Maria José van Bragança (1857-1943) | Maria José van Bragança (1857-1943) | Maria José van Bragança (1857-1943) |                                  |                                  | Oscar II van Zweden (1829-1907)  | Oscar II van Zweden (1829-1907)  | Oscar II van Zweden (1829-1907) | Oscar II van Zweden (1829-1907) | Oscar II van Zweden (1829-1907) | Oscar II van Zweden (1829-1907) | Sophia van Nassau (1836-1913) | Sophia van Nassau (1836-1913) | Sophia van Nassau (1836-1913) | Sophia van Nassau (1836-1913) | Sophia van Nassau (1836-1913) | Sophia van Nassau (1836-1913) |                               |                               | Frederik VIII van Denemarken (1843-1912) | Frederik VIII van Denemarken (1843-1912) | Frederik VIII van Denemarken (1843-1912) | Frederik VIII van Denemarken (1843-1912) | Frederik VIII van Denemarken (1843-1912) | Frederik VIII van Denemarken (1843-1912) | Louise van Zweden (1851-1926)       | Louise van Zweden (1851-1926)       | Louise van Zweden (1851-1926) | Louise van Zweden (1851-1926) | Louise van Zweden (1851-1926) | Louise van Zweden (1851-1926) |  |  |  |  |  |  |  |  |  |  |  |  |  |  |  |  |  |  |  |  |  |  |  |  |  |  |  |  |  |  |  |  |  |  |  |  |  |  |  |  |  |  |  |  |  |  |  |  |
|                               |                               |                               |                               |                                 |                                 |                                                |                                                |                                                |                                                |                                                |                                                |                                    |                                    |                                            |                                            |                                            |                                            |                                            |                                            |                                     |                                     |                                     |                                     |                                     |                                     |                                  |                                  |                                  |                                  |                                 |                                 |                                 |                                 |                               |                               |                               |                               |                               |                               |                               |                               |                                          |                                          |                                          |                                          |                                          |                                          |                                     |                                     |                               |                               |                               |                               |  |  |  |  |  |  |  |  |  |  |  |  |  |  |  |  |  |  |  |  |  |  |  |  |  |  |  |  |  |  |  |  |  |  |  |  |  |  |  |  |  |  |  |  |  |  |  |  |
|                               |                               |                               |                               | Albert I van België (1875-1934) | Albert I van België (1875-1934) | Albert I van België (1875-1934)                | Albert I van België (1875-1934)                | Albert I van België (1875-1934)                | Albert I van België (1875-1934)                |                                                |                                                |                                    |                                    |                                            |                                            | Elisabeth in Beieren (1876-1965)           | Elisabeth in Beieren (1876-1965)           | Elisabeth in Beieren (1876-1965)           | Elisabeth in Beieren (1876-1965)           | Elisabeth in Beieren (1876-1965)    | Elisabeth in Beieren (1876-1965)    |                                     |                                     |                                     |                                     |                                  |                                  |                                  |                                  |                                 |                                 | Karel van Zweden (1861-1951)    | Karel van Zweden (1861-1951)    | Karel van Zweden (1861-1951)  | Karel van Zweden (1861-1951)  | Karel van Zweden (1861-1951)  | Karel van Zweden (1861-1951)  |                               |                               |                               |                               |                                          |                                          | Ingeborg van Denemarken (1878-1958)      | Ingeborg van Denemarken (1878-1958)      | Ingeborg van Denemarken (1878-1958)      | Ingeborg van Denemarken (1878-1958)      | Ingeborg van Denemarken (1878-1958) | Ingeborg van Denemarken (1878-1958) |                               |                               |                               |                               |  |  |  |  |  |  |  |  |  |  |  |  |  |  |  |  |  |  |  |  |  |  |  |  |  |  |  |  |  |  |  |  |  |  |  |  |  |  |  |  |  |  |  |  |  |  |  |  |
|                               |                               |                               |                               | Albert I van België (1875-1934) | Albert I van België (1875-1934) | Albert I van België (1875-1934)                | Albert I van België (1875-1934)                | Albert I van België (1875-1934)                | Albert I van België (1875-1934)                |                                                |                                                |                                    |                                    |                                            |                                            | Elisabeth in Beieren (1876-1965)           | Elisabeth in Beieren (1876-1965)           | Elisabeth in Beieren (1876-1965)           | Elisabeth in Beieren (1876-1965)           | Elisabeth in Beieren (1876-1965)    | Elisabeth in Beieren (1876-1965)    |                                     |                                     |                                     |                                     |                                  |                                  |                                  |                                  |                                 |                                 | Karel van Zweden (1861-1951)    | Karel van Zweden (1861-1951)    | Karel van Zweden (1861-1951)  | Karel van Zweden (1861-1951)  | Karel van Zweden (1861-1951)  | Karel van Zweden (1861-1951)  |                               |                               |                               |                               |                                          |                                          | Ingeborg van Denemarken (1878-1958)      | Ingeborg van Denemarken (1878-1958)      | Ingeborg van Denemarken (1878-1958)      | Ingeborg van Denemarken (1878-1958)      | Ingeborg van Denemarken (1878-1958) | Ingeborg van Denemarken (1878-1958) |                               |                               |                               |                               |  |  |  |  |  |  |  |  |  |  |  |  |  |  |  |  |  |  |  |  |  |  |  |  |  |  |  |  |  |  |  |  |  |  |  |  |  |  |  |  |  |  |  |  |  |  |  |  |
|                               |                               |                               |                               |                                 |                                 |                                                |                                                |                                                |                                                | Leopold III van België (1901-1983)             | Leopold III van België (1901-1983)             | Leopold III van België (1901-1983) | Leopold III van België (1901-1983) | Leopold III van België (1901-1983)         | Leopold III van België (1901-1983)         |                                            |                                            |                                            |                                            |                                     |                                     |                                     |                                     |                                     |                                     |                                  |                                  |                                  |                                  |                                 |                                 |                                 |                                 |                               |                               |                               |                               | Astrid van Zweden (1905-1935) | Astrid van Zweden (1905-1935) | Astrid van Zweden (1905-1935) | Astrid van Zweden (1905-1935) | Astrid van Zweden (1905-1935)            | Astrid van Zweden (1905-1935)            |                                          |                                          |                                          |                                          |                                     |                                     |                               |                               |                               |                               |  |  |  |  |  |  |  |  |  |  |  |  |  |  |  |  |  |  |  |  |  |  |  |  |  |  |  |  |  |  |  |  |  |  |  |  |  |  |  |  |  |  |  |  |  |  |  |  |
|                               |                               |                               |                               |                                 |                                 |                                                |                                                |                                                |                                                | Leopold III van België (1901-1983)             | Leopold III van België (1901-1983)             | Leopold III van België (1901-1983) | Leopold III van België (1901-1983) | Leopold III van België (1901-1983)         | Leopold III van België (1901-1983)         |                                            |                                            |                                            |                                            |                                     |                                     |                                     |                                     |                                     |                                     |                                  |                                  |                                  |                                  |                                 |                                 |                                 |                                 |                               |                               |                               |                               | Astrid van Zweden (1905-1935) | Astrid van Zweden (1905-1935) | Astrid van Zweden (1905-1935) | Astrid van Zweden (1905-1935) | Astrid van Zweden (1905-1935)            | Astrid van Zweden (1905-1935)            |                                          |                                          |                                          |                                          |                                     |                                     |                               |                               |                               |                               |  |  |  |  |  |  |  |  |  |  |  |  |  |  |  |  |  |  |  |  |  |  |  |  |  |  |  |  |  |  |  |  |  |  |  |  |  |  |  |  |  |  |  |  |  |  |  |  |
|                               |                               |                               |                               |                                 |                                 |                                                |                                                |                                                |                                                |                                                |                                                |                                    |                                    |                                            |                                            |                                            |                                            |                                            |                                            |                                     |                                     |                                     |                                     |                                     |                                     |                                  |                                  |                                  |                                  |                                 |                                 |                                 |                                 |                               |                               |                               |                               |                               |                               |                               |                               |                                          |                                          |                                          |                                          |                                          |                                          |                                     |                                     |                               |                               |                               |                               |  |  |  |  |  |  |  |  |  |  |  |  |  |  |  |  |  |  |  |  |  |  |  |  |  |  |  |  |  |  |  |  |  |  |  |  |  |  |  |  |  |  |  |  |  |  |  |  |
|                               |                               |                               |                               |                                 |                                 |                                                |                                                |                                                |                                                |                                                |                                                |                                    |                                    |                                            |                                            |                                            |                                            |                                            |                                            |                                     |                                     |                                     |                                     |                                     |                                     |                                  |                                  |                                  |                                  |                                 |                                 |                                 |                                 |                               |                               |                               |                               |                               |                               |                               |                               |                                          |                                          |                                          |                                          |                                          |                                          |                                     |                                     |                               |                               |                               |                               |  |  |  |  |  |  |  |  |  |  |  |  |  |  |  |  |  |  |  |  |  |  |  |  |  |  |  |  |  |  |  |  |  |  |  |  |  |  |  |  |  |  |  |  |  |  |  |  |
|                               |                               |                               |                               |                                 |                                 |                                                |                                                |                                                |                                                |                                                |                                                |                                    |                                    | Josephine Charlotte van België (1927-2005) | Josephine Charlotte van België (1927-2005) | Josephine Charlotte van België (1927-2005) | Josephine Charlotte van België (1927-2005) | Josephine Charlotte van België (1927-2005) | Josephine Charlotte van België (1927-2005) |                                     |                                     |                                     |                                     | Boudewijn van België (1930-1993)    | Boudewijn van België (1930-1993)    | Boudewijn van België (1930-1993) | Boudewijn van België (1930-1993) | Boudewijn van België (1930-1993) | Boudewijn van België (1930-1993) |                                 |                                 |                                 |                                 | Albert II van België (1934)   | Albert II van België (1934)   | Albert II van België (1934)   | Albert II van België (1934)   | Albert II van België (1934)   | Albert II van België (1934)   |                               |                               |                                          |                                          |                                          |                                          |                                          |                                          |                                     |                                     |                               |                               |                               |                               |  |  |  |  |  |  |  |  |  |  |  |  |  |  |  |  |  |  |  |  |  |  |  |  |  |  |  |  |  |  |  |  |  |  |  |  |  |  |  |  |  |  |  |  |  |  |  |  |

## Publicatie
- 35 jaar Dialoog met de natie - Een keuze uit de koninklijke toespraken van 1951 tot 1986, Tielt, 1986